# Tekuté písky
Tekuté písky (variace v a moll) – album Karela Kryla, wydany w Czechosłowacji w 1990 przez firmę Bonton.

## Lista utworów
1. Tekuté písky
2. Ignác
3. Dvacet
4. Ukolébavka
5. Irena
6. Vůně
7. Blátivá stráň
8. Kyselý sníh
9. Září
10. Sametové jaro